# 1575 az irodalomban
Az 1575. év az irodalomban.

## Új művek
- Heltai Gáspár munkája : Chronica az Magyaroknac dolgairól (Kolozsvár), az első magyar nyelvű magyar történet.
- Torquato Tasso elkészül eposza, A megszabadított Jeruzsálem írásával. Ezt a kéziratot valaki megszerezte és 1581-ben kiadatta.

## Születések

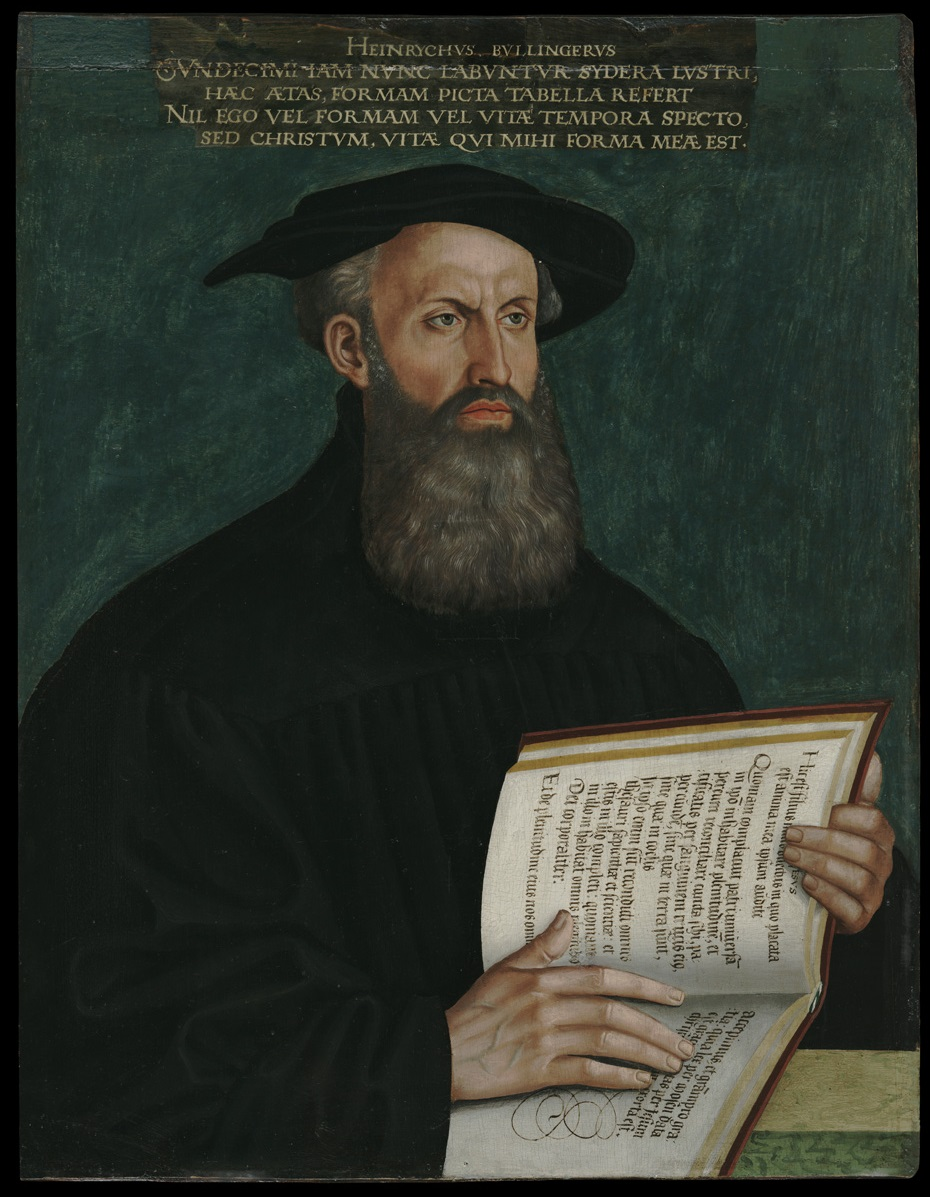
Heinrich Bullinger

- 1575. körül – Nyéki Vörös Mátyás, az első magyar barokk költő[1] († 1654 körül)
- 1575 – Antoine de Montchrestien francia költő, drámaíró és közgazdász († 1621)
- 1575 – Jakob Böhme német filozófus, a miszticizmus és teozófia egyik legnevezetesebb képviselője († 1624)

## Halálozások
- szeptember 17. – Heinrich Bullinger svájci reformátor, Ulrich Zwingli követője (* 1504)
- 1575 (?) – Sztárai Mihály magyar evangélikus lelkész, énekszerző (* ?)